# Правила виноделов (фильм)
«Пра́вила виноде́лов» (англ. The Cider House Rules) — американский драматический фильм 1999 года, снятый Лассе Халльстрёмом по сценарию Джона Ирвинга, основанному на романе Ирвинга 1985 года. Его история повествует о Гомере Уэллсе, который живёт в приюте для сирот времён Второй мировой войны в штате Мэн, которым управляет врач, обучающий его на акушера-гинеколога, и его путешествии после выхода из приюта. В фильме снимались Тоби Магуайр, Шарлиз Терон, Делрой Линдо, Пол Радд, Майкл Кейн, Джейн Александр, Кэти Бейкер, Киран Калкин, Heavy D, Кейт Неллиган и Эрика Баду.
Фильм был спродюсирован Miramax Films и FilmColony, а его мировая премьера состоялась на 56-м Венецианском международном кинофестивале. Он был выпущен ограниченным тиражом компанией Miramax Films в США 10 декабря 1999 года, а затем в широкий прокат 7 января 2000 года. Он собрал 110 098 долларов в первый уикенд и 88,5 миллионов долларов по всему миру при бюджете в 24 миллиона долларов. Он был положительно оценен и имеет рейтинг одобрения 71% на Rotten Tomatoes.
Фильм получил две премии «Оскар»: Ирвинг получил премию «Оскар» за лучший адаптированный сценарий, а Майкл Кейн получил свою вторую премию «Оскар» за лучшую мужскую роль второго плана. Он был номинирован на премию «Оскар» за лучший фильм, а также на четыре другие номинации на 72-й церемонии вручения премии «Оскар». Ирвинг задокументировал своё участие в экранизации романа в своей книге «Мой кинобизнес».

## Сюжет
1943 год. Где-то далеко идёт Вторая мировая война, а в сиротском приюте Сент Клауд, в захолустье Новой Англии, решаются другие человеческие проблемы. Приютом руководит доктор Ларч. Юноша Гомер Уэллс вырос в приюте и никогда ещё не покидал его пределов. Он не получил специального образования, но преуспел в акушерстве и гинекологии, ассистируя доктору Ларчу. Время от времени они проводят полулегальные операции по прерыванию беременности. В приют приезжают Кэнди Кендалл и её возлюбленный Уолли Уортингтон, скоро уезжающий на фронт. Она беременна и просит сделать аборт.
Гомер близко знакомится с парой и после операции Кэнди покидает Сент Клауд, чтобы узнать другую жизнь, о которой пока только мечтал. Он переезжает в поместье Уортингтонов на берегу моря. Там раскинулись фруктовые сады, на ферме Сайдер Хаус собирают яблоки и изготовляют сидр. Гомер решает остаться как рабочий на ферме, он собирает яблоки и ловит омаров. Вскоре Гомер становится отличным сборщиком, у него появляются друзья среди чернокожих сезонных рабочих во главе с Артуром Роузом. Уолли уезжает на войну. Кэнди тоскует от одиночества и вскоре сближается с Гомером, между ними возникает связь.
Доктор Ларч пытается вернуть Гомера назад. Они переписываются. Ларч подделывает документы и медицинский диплом и предлагает попечительскому совету приюта кандидатуру Гомера Уэллса. Тем не менее, Гомеру нравится его существование, и возвращаться он не собирается. На ферме случается скандал. Дочь Артура, сборщица яблок Рози Роуз, забеременела и, как оказывается, от своего отца. Гомер предлагает ей сделать аборт, и она соглашается. Пытаясь сбежать, Рози несколько раз ударила отца ножом и скрылась с фермы. Артур перед смертью просит сказать полиции, что убил себя сам.
От Уолли Уортингтона приходят печальные известия. Его самолёт был сбит японцами, и, скитаясь по джунглям, он подхватил энцефалит. Уолли парализован ниже пояса. Кэнди решает остаться с ним и ухаживать за инвалидом.
Из приюта приходит письмо, в котором сообщается о смерти доктора Ларча от передозировки эфира. В концовке Гомер Уэллс возвращается в приют Сент Клауд и возглавляет его.

## В ролях
| Актёр                 | Роль                       |
| --------------------- | -------------------------- |
| Тоби Магуайр          | Гомер Уэллс                |
| Майкл Кейн            | Доктор Уилбер Ларч         |
| Шарлиз Терон          | Кэнди Кендалл              |
| Пол Радд              | лейтенант Уолли Уортингтон |
| Делрой Линдо          | Артур Роуз                 |
| Эрика Баду            | Роуз Роуз                  |
| Хеви Ди               | Пичиз                      |
| Киран Калкин          | Бастер                     |
| Джейн Александер      | сестра Эдна                |
| Кэти Бейкер           | сестра Анджела             |
| Кейт Неллиган         | Оливия Уортингтон          |
| Пас де ла Уэрта       | Мэри Агнес                 |
| Дж. К. Симмонс        | Рэй Кендалл                |
| Эван Парке            | Джек                       |
| Джимми Флинн          | Вернон                     |
| Эрик Пер Салливан     | Фуззи С.                   |
| Скай Маккоул Бартусяк | Хейзел                     |

## Работа над фильмом
Режиссёром должен был выступить Филлип Борсос, но он умер от лейкемии ещё до начала съёмок. Другой претендент на режиссёрское кресло — Майкл Уинтерботтом — не сошёлся во взглядах на будущую картину с автором сценария Джоном Ирвингом. Ирвинг сыграл в фильме станционного смотрителя, а его сын Колин исполнил роль майора Уинслоу, который приезжает на ферму с новостями об Уолли.

## Отзывы
Фильм получил в целом позитивную реакцию от критиков. На сайте-агрегаторе Rotten Tomatoes картина имеет рейтинг 71% на основании 111 критических отзывов. На сайте Metacritic рейтинг фильма составляет 75 из 100 на основании 32 отзывов.

## Награды
- 2000 — две премии «Оскар»: лучшая мужская роль второго плана (Майкл Кейн), лучший адаптированный сценарий (Джон Ирвинг), а также пять номинаций: лучший фильм (Ричард Н. Гладштейн), лучший режиссёр (Лассе Халльстрём), лучшая музыка к фильму (Рэйчел Портман), лучший монтаж (Лиза Зено Чургин), лучшая работа художника-постановщика (Дэвид Гропмен, Бет А. Рубино)
- 2000 — две номинации на премию «Золотой глобус»: лучшая мужская роль второго плана (Майкл Кейн), лучший сценарий (Джон Ирвинг)
- 2000 — номинация на премию BAFTA за лучшую мужскую роль второго плана (Майкл Кейн)
- 2000 — номинация на премию «Выбор критиков» за лучший фильм
- 2000 — премия «Спутник» за лучший адаптированный сценарий (Джон Ирвинг), а также три номинации: лучшая мужская роль второго плана — драма (Майкл Кейн), лучшая женская роль второго плана — драма (Шарлиз Терон и Эрика Баду)
- 2000 — премия Гильдии киноактёров США за лучшую мужскую роль второго плана (Майкл Кейн), а также номинация за лучший актёрский состав
- 2000 — номинация на премию Гильдии продюсеров США за лучший фильм (Ричард Н. Гладштейн)
- 2000 — номинация на премию Гильдии сценаристов США за лучший адаптированный сценарий (Джон Ирвинг)
- 1999 — премия Национального совета кинокритиков США за лучший сценарий (Джон Ирвинг)
- 1999 — номинация на Золотого льва Венецианского кинофестиваля (Лассе Халльстрём)